# رودني أ. هاوس جونيور
رودني أ. هاوس جونيور (بالإنجليزية: Rodney A. Hawes, Jr.)‏ هو شخصية أعمال أمريكي، ولد في 1938 في مارسينغ في الولايات المتحدة.

## وصلات خارجية
- رودني أ. هاوس جونيور على موقع إن إن دي بي (الإنجليزية)